# 리조슈아
리조슈아는 대한민국의 가수다. 얼룩말이라는 예명으로도 활동한 바 있으며, 2014년 쌍두마차 디지털 싱글 앨범 [변강쇠]로 데뷔했다.

## 방송
- 쇼미더머니1 (2012) - Top5